# Joseph de Lange

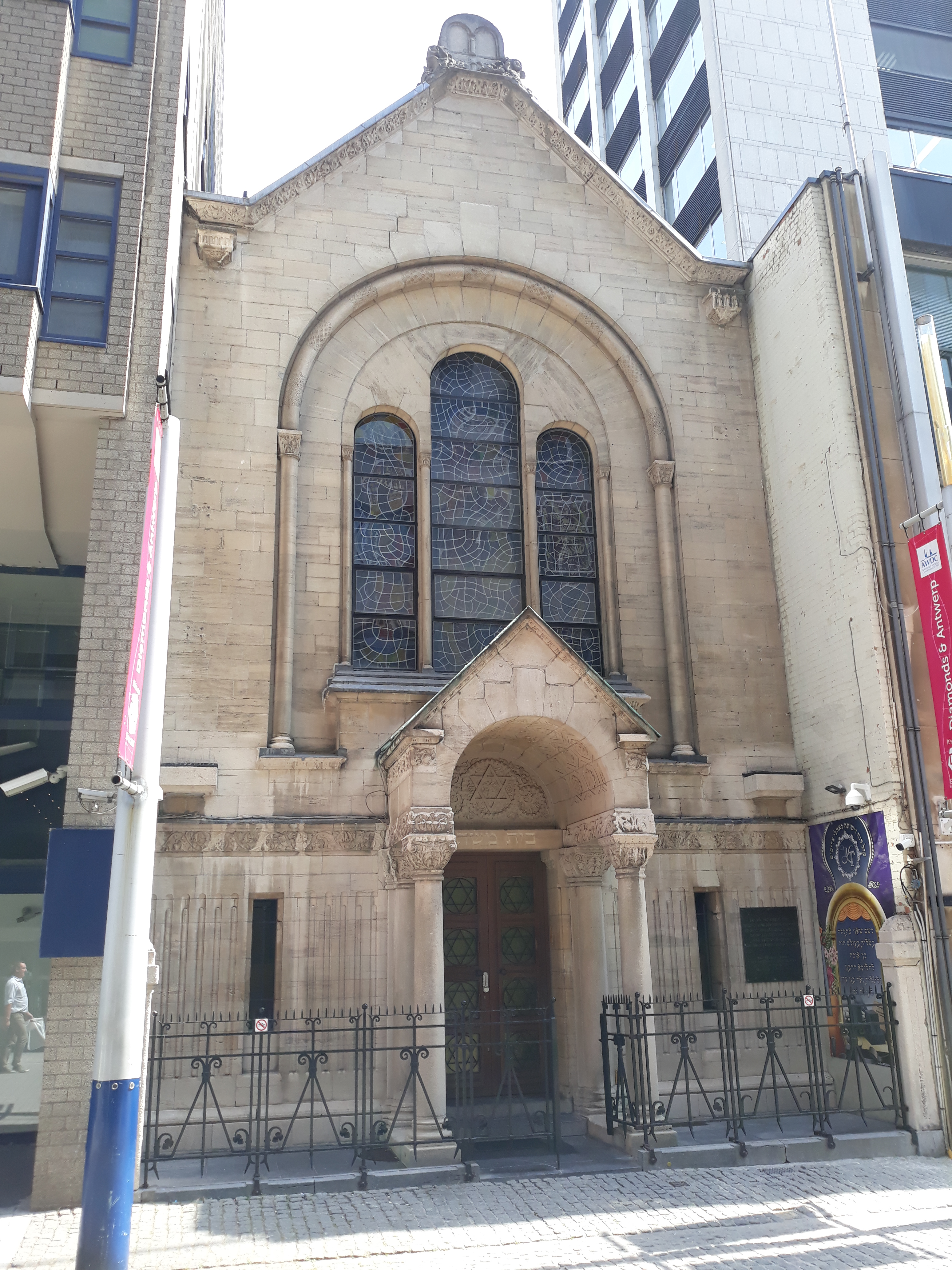
Portugese Synagoge Hoveniersstraat, Antwerpen

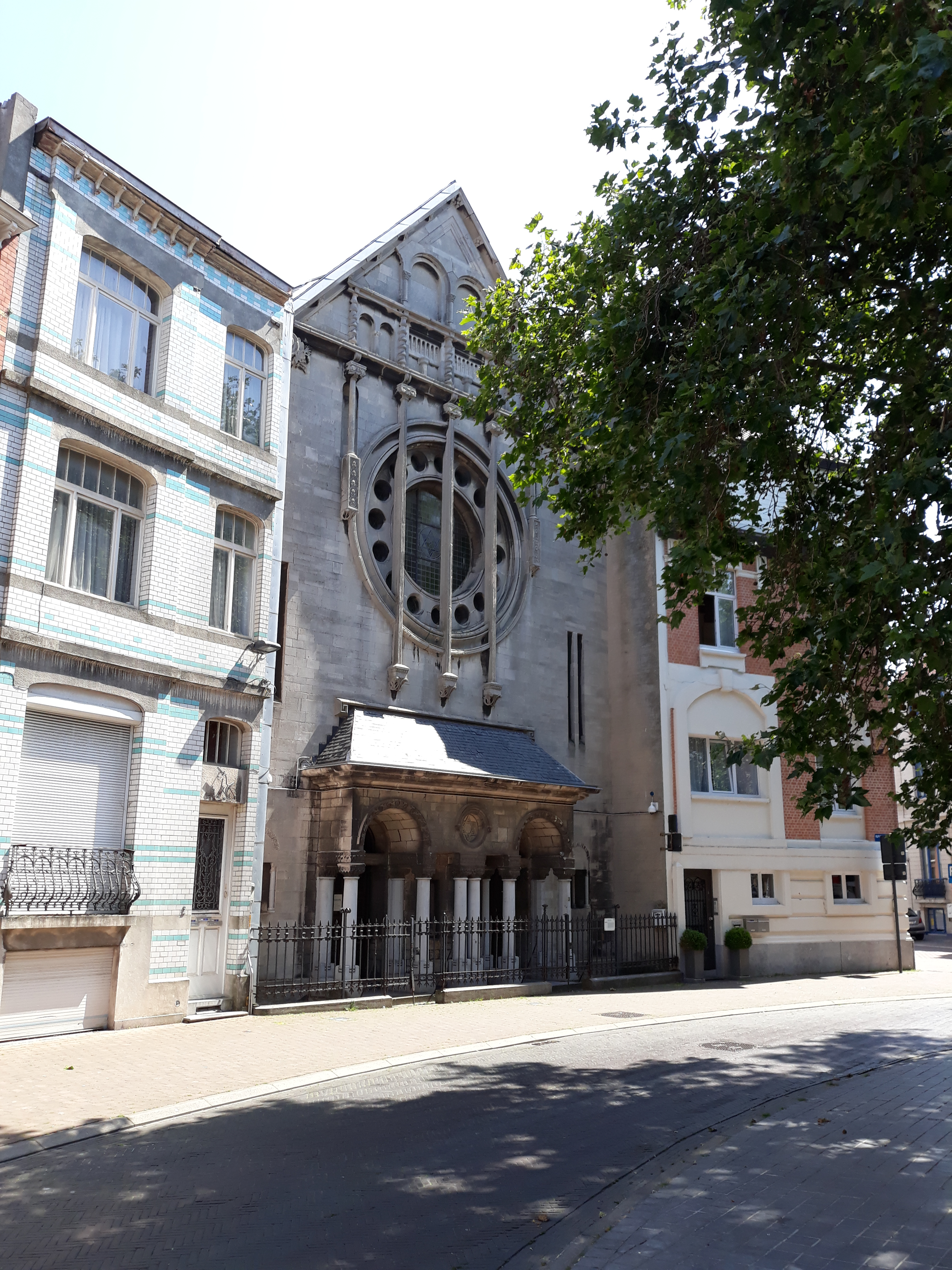
Synagoge van Oostende.

Joseph de Lange (Amsterdam, 18 april 1883 - Antwerpen, 28 januari 1948) was een Nederlandse architect die voornamelijk actief was in Antwerpen, Brussel en Oostende. Hij was een gelovige jood en ontwierp verscheidene synagogen in België.

## Leven
Joseph de Lange was een telg uit een naar Amsterdam ingeweken diamantairsfamilie. Toen hij twaalf jaar was, trok zijn gezin naar Antwerpen (1895). Hij studeerde er aan het Atheneum en later aan de Kunstacademie. Onder zijn leraars waren Jean-Jacques Winders en Jef Huygh.
Hij trouwde in 1909 met Alice Braunschweig (1889-1972). Ze zouden twee kinderen krijgen: Samuel (*1911) en Paul Maurice (*1914). Twee keer ging hij op de vlucht voor oorlogsgeweld: in 1914 naar Den Haag en in 1940 naar New York. Telkens keerde hij terug.
De Lange was een echte netwerker. Hij bewoog zich in intellectuele en flamingante kringen.

## Werk
Als architect was de Lange van vele markten thuis. Doorheen zijn carrière hanteerde hij uiteenlopende bouwstijlen, gaan van art nouveau en art deco tot modernisme.
De volgende gebouwen behoren tot zijn belangrijkste werk:
1. Antwerpen:
  - Synagoge van de Portugese ritus (Hoveniersstraat)
  - Eisenman Synagoge op de hoek van de Oostenstraat en de Van den Nestlei
  - De Diamantbeurs op de hoek van de Vestingstraat en de Pelikaanstraat (1910) (thans Résidence Fortunia)
  - Huis van Arnold Bamdas-Tolkowsky (1912)
  - De wijk “Oud Antwerpen” op de Wereldtentoonstelling van 1930
  - Grafmonument voor operazanger Bernard Tokkie op de begraafplaats Schoonselhof
2. Brussel:
  - Israëlitische Orthodoxe Synagoge van Kuregem
3. Oostende:
  - Synagoge.